# MK Airlines Flight 1602
MK Airlines Flight 1602 var en Boeing 747-200F som störtade den 14 oktober 2004 kort efter att planet lyft från Halifax Airport i Kanada med destination Zaragoza Airport i Spanien.
Olyckan skedde på grund av misstag vid användning av ett datorstött hjälpmedel för att beräkna erforderliga prestanda vid start ("take-off"). Det datorstödda hjälpmedlet ("laptop computer tool for calculating take-off performance") efterfrågade startvikten för planet, vilket vid föregående start var cirka 240 ton. Vid starten från Halifax angavs samma startvikt trots att verklig startvikt var cirka 50 procent högre. Detta ledde till att otillräcklig motoreffekt valdes, och att start av rotation inleddes alltför tidigt innan tillräcklig hastighet uppnåtts.
Planet lyfte delvis, men på grund av otillräcklig hastighet slog planet ner i marken, slets sönder och exploderade, varvid alla 7 besättningsmännen omkom.